# Waldo (Alabama)
Pour les articles homonymes, voir Waldo.
Waldo est une municipalité américaine située dans le comté de Talladega en Alabama.
Selon le recensement de 2010, sa population est de 283 habitants. La municipalité s'étend sur 2,86 milles carrés (7,41 km2).
Waldo devient une municipalité en décembre 1972, ses habitants estimant alors payer trop d'impôts par rapport aux services rendus par la police de la ville voisine de Talladega. Elle doit son nom à la famille Waldo.

## Démographie
| 1970 | 1980 | 1990 | 2000 | 2010 | - |
| ---- | ---- | ---- | ---- | ---- | - |
| 135  | 231  | 309  | 281  | 283  | - |